# Velika mošeja, Córdoba
Velika mošeja  (špansko Mezquita–catedral de Córdoba ali Mezquita de Córdoba, tudi Stolnica Marijinega vnebovzetja) v Córdobi, Španija,  je velika srednjeveška mošeja, ki so jo po rekonkvisti preuredili v stolnico. Mošeja je eden od najbolj dodelanih spomenikov mavrske arhitekture. Španski muslimani že od začetka 2000. let prosijo  Rimskokatoliško cerkev, da jim dovoli molitve v stolnici. Španska katoliška cerkev in Vatikan sta njihove prošnje že večkrat zavrnila.

## Zgodovina
Po arabski osvojitvi Vizigotskega kraljestva so bile cerkve na Iberskem polotoku razdeljene med muslimane in katolike. Po propadu omajadskega kalifata s sedežem v Damasku leta 750 je v Španijo pribežal omajadski princ Abd Al Rahman in premagal andaluzijskega guvernerja  Jusufa Al Fihrija. Kristjanom je dovolil obnovo njihovih porušenih cerkva, sam pa je kupil polovico cerkve sv. Vincenca v Córdobi. Leta 784 jo je začel preurejati v mošejo kot prizidek svoje palače. Mihrab ali apsida, ki je v mošejah tradicionalno obrnjen proti Meki, ta pa leži jugovzhodno od Córdobe, je v Veliki mošeji usmerjen proti jugu.
Mošeja je doživela številne spremembe: Abd Al Rahman II.  je dal zgraditi nov minaret, Al Hakam II. pa jo je leta 961 razširil in obogatil mihrab. Zadnje spremembe je  izvedel Al Mansur leta 987, ko je mošejo z dvignjenim prehodom povezal s svojo palačo. S tem je nadaljeval tradicijo islamskih vladarjev z vzhoda, ki so v svojih palačah vedno imeli tudi mošeje. Sedanji videz je dobila leta 987, ko so bile zgrajene še zunanje ladje in dvorišče.

## Opis
Velika mošeja v Córdobi je imela tri stoletja pomembno vlogo v islamski skupnosti v Al Andaluzu. Bila je osrednja zgradba v Córdobi in srce mesta. Mohamed Ikbal, filozof, pesnik in politik iz Britanske Indije, jo je opisal kot dvorano z "nešteto stebri, ki stojijo v vrstah kot palme v kakšni sirski oazi". Za prebivalce Al Andaluza je bila "njena  lepota tako sijajna, da se je ni dalo opisati".
Glavna dvorana mošeje se je uporabljala za  različne namene. Služila je kot osrednja molilnica za pet dnevnih molitev in posebne molitve ob petkih in kot učilnica za poučevanje šeriatskega prava.
Funkcionalno in arhitekturno je bila zelo podobna Veliki mošeji v Damasku, kar kaže, da se je Abd Al Rahman pri njenem snovanju očitno zgledoval prav po njej.

### Posebnosti
Mošeja je najbolj znana po svojih arkadni stebriščni dvorani z 856 stolpi iz jaspisa, oniksa, marmorja in granita. Stebri so zgrajeni iz delov rimskega templja, ki je stal na tem mestu, in drugih uničenih rimskih zgradb, na primer amfiteatra v Méridi.  Dvojni loki, ki so bili novost v arhitekturi, so omogočali višje strope kot relativno nizki enojni stebri. Loki so rdeče belo progasto pobarvani in se zgledujejo po tistih v jeruzalemski Kupoli na skali. Podobni so tudi lokom v aachenski stolnici, ki je bila zgrajena približno v istem času. Osrednja kupola je obložena z modrimi keramičnimi ploščicami z zvezdastimi vzorci.
Mošeja ima bogato pozlačeno molitveno nišo ali mihrab, ki je mojstrovina arhitekturne umetnosti, okrašena  z geometrijskimi in realnimi rastlinskimi vzorci. Druge pomembne značilnosti so odprto dvorišče (sahn), obdano z arkadami, leseni mrežasti zasloni, minareti, živobarvni mozaiki in okna z  raznobarvnimi stekli. Ker islam zavrača kipe in slike ljudi in boga, je cela mošeja okrašena s keramičnimi ploščicami, kaligrafsko izpisanimi citati iz Korana in drugimi arhitekturnimi dodatki.

### Tloris
Tloris mošeje je očitno vzporeden z deli starejše mošeje, ki je bila zgrajena kmalu po prihodu Arabcev. Imela je pravokotno molilna dvorano s prehodi, pravokotnimi na smer proti Meki, v katero so bili obrnjeni verniki med molitvijo. Molilna dvorana je bila velika, ravna in z lesenim stropom, ki so ga nosili podkvasti oboki.
Sto petdeset let po njeni ustanovitvi so dogradili stopnišče na streho in jo razširili proti jugu. Molilnico so z mostom povezali s kalifovo palačo. Gradbena dela so potekala v štirih fazah, v katerih je vsak kalif in njegova elita dodala nekaj svojega.
Do 11. stoletja je bilo dvorišče posuto s peskom in zasajeno s palmami in citrusi. Nasade so na začetku namakali z deževnico iz cistern, kasneje pa z akvaduktom. Izkopavanja kažejo, da drevesa niso bila zasajena naključno in da so bili med njimi. Sedanji kamniti kanali so bili zgrajeni kasneje.

## Rekonkvista
Leta 1236 je Córdobo osvojil kralj Ferdinand III. Kastiljski in mošejo pretvoril v katoliško cerkev. Alfonz X. je zgradil kapelo Villaviciosa in Kraljevo kapelo, kasnejši kralji pa so dogradili še druge krščanske elemente. Kralj Henrik II., na primer, je obnovil kapelo iz 14. stoletja.  Minaret so spremenili v zvonik in vanj obesili zvonove, zasežene v stolnici Santiago de Compostela.
Najpomembnejša sprememba je bila gradnja renesančne katedrale prav na sredini obširnega mošejskega kompleksa.  Gradnji je odobril El Libertador (Osvoboditelj) Karel V., kralj Kastilije in Aragonije. Ko je kralj obiskal zgrajeno katedralo, je bil z njo zelo zadovoljen. 
Pretvorba mošeje v katoliško cerkev jo je morda rešilo pred rušenjem v najtemnejšem obdobju španske inkvizicije. Umetniki in arhitekti so katedralo dograjevali do poznega 18. stoletja.